# فيل تومسون
فيل تومسون (بالإنجليزية: Phil Thompson)‏ هو لاعب كرة قدم بريطاني في مركز الدفاع، ولد في 1 أبريل 1981 في بلاكبول في المملكة المتحدة. لعب مع Squires Gate F.C. ‏.